# Psychická funkce
Psychické funkce (též psychické mohutnosti) jsou v teorii Carla Gustava Junga čtyři základní kategorie, které určují typ osobnosti: myšlení, cit, vnímání a intuice.
Když Jung pracoval na koncepci psychologických typů, vyslovil teorii extraverze a introverze a zavedl dvojí kategorii povahy člověka podle zaměření libida, introvertní (orientovaná do svého nitra) a extrovertní (orientovaná na vnější svět). Poprvé se o tom zmínil ve své knize Analytická psychologie (1921). Později tuto klasifikaci doplnil o uvedené čtyři základní funkce lidské psychiky, myšlení, cit, vnímání a intuici.